# Нуна (Польща)
Нуна (пол. Nuna) — село в Польщі, у гміні Насельськ Новодворського повіту Мазовецького воєводства.
Населення — 303 особи (2011).
У 1975-1998 роках село належало до Цехановського воєводства.

## Демографія
Демографічна структура станом на 31 березня 2011 року:
|          | Загалом | Допрацездатний вік | Працездатний вік | Постпрацездатний вік |
| -------- | ------- | ------------------ | ---------------- | -------------------- |
| Чоловіки | 163     | 36                 | 107              | 20                   |
| Жінки    | 140     | 26                 | 80               | 34                   |
| Разом    | 303     | 62                 | 187              | 54                   |